# اکبر افتخاری

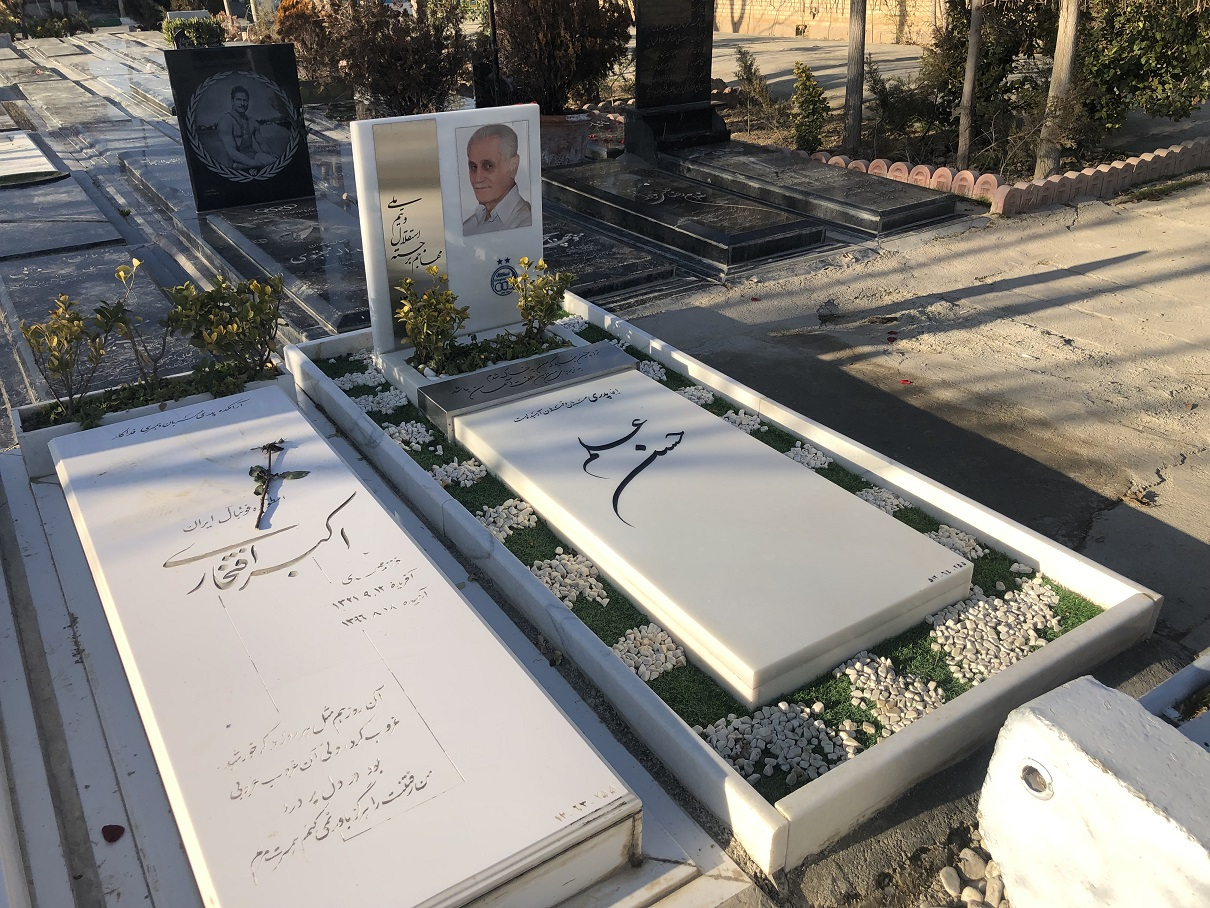

اکبر افتخاری (زادهٔ ۱۵ آذر ۱۳۲۲ – درگذشتهٔ ۱۸ آبان ۱۳۹۶) بازیکن سابق تیم ملی فوتبال ایران و باشگاه‌های تاج تهران و پرسپولیس تهران بود.

## زندگی‌نامه

### دوران بازیکنی
او در شهر بندر شاهپور به دنیا آمد و پس پایان دوره ابتدایی وارد شهر اهواز شد و وارد باشگاه فوتبال کلنی خوزستان شد و در آن تیم با بازیکنانی همچون مهراب شاهرخی و ناظم گنجاپور همبازی گردید؛ او با همین تیم در مسابقات کشوری دوم شد و این زمینه‌ساز حضور او در تیم ملی و باشگاه دارایی تهران شد و از سال ۱۳۴۱ تا ۱۳۴۷ در این باشگاه بازی کرد؛ وی در سال ۱۳۴۷ همراه با تیم ملی توانست به قهرمانی جام ملتهای آسیا دست یابد؛ پس از این افتخار، باشگاه دارایی منحل شد؛ و او به تیم تاج رفت؛ و تا سال ۱۳۵۰ در تاج بازی کرد و پس از آن به خاطر اختلاف با زدراکو رایکوف مربی تاج مجبور به ترک این باشگاه شد. علت اختلاف او با رایکوف حذف نام افتخاری از فهرست بازیکنان اعزامی به جام باشگاه‌های آسیا بود که دلیل آن شکستگی بینیش و ترس او از آسیب دیدگی از دید رایکوف بود. پس از خروج از تاج به باشگاه عقاب تهران رفت و پس از عقاب وارد باشگاه پرسپولیس تهران شد، اما تنها در ۸ یا ۹ بازی پرسپولیس بازی کرد و سپس برای همیشه از فوتبال خداحافظی کرد.

### قهرمانی در جام ملت های آسیا
افتخاری همراه با تیم ملی فوتبال ایران در جام ملت‌های آسیا ۱۹۶۸ بازی کرد و پس قهرمانی ایران افتخاری نیز به عنوان بهترین بازیکن جام انتخاب شد. هم‌چنین او در بازی فینال در برابر اسرائیل یکی از دو گل پیروزی ایران را به ثمر رساند؛ و همچنین به تیم منتخب آسیا نیز دعوت شد و با تیم منتخب آسیا برابر آرسنال قرار گرفت. با این که منتخب آسیا در این بازی ۴ بر دو بازی را واگذار کرد، اما یکی از دو گل را افتخاری به ثمر رساند.

### ازدواج
سال ۴۷ بعد از قهرمانی مسابقات جام ملت های آسیا ،افتخاری با مریم ثابت پور ازدواج کرد که حاصل آن  یک دختر و یک پسر است.

### درگذشت
وی پنجشنبه ۱۸ آبان ۱۳۹۶ در بیمارستان ابن سینا تهران در سن ۷۳ سالگی درگذشت.

## افتخارات
- نایب قهرمانی مسابقات کشوری به همراه کلنی خوزستان

- قهرمانی جام ملت های آسیا ۱۳۴۷ به همراه تیم ملی ایران
- قهرمانی جام اکو ۱۹۶۵ به همراه تیم ملی ایران

- در بازی های تیم ملی فوتبال ایران سال ۱۹۶۸ به عنوان بهترین بازیکن این دوره از مسابقات انتخاب شد

- دعوت به تیم منتخب آسیا برای بازی با آرسنال  و زننده یکی از دو گل تیم منتخب آسیا برابر آرسنال در بازی دوستانه ، آرسنال ۴بر۲ به پیروزی رسیده بود